# Алан (Сень)
45°04′ пн. ш. 14°56′ сх. д. / 45.07° пн. ш. 14.93° сх. д.
Алан (хорв. Alan) — населений пункт у Хорватії, у Лицько-Сенській жупанії у складі міста Сень.

## Населення
Населення за даними перепису 2011 року становило 17 осіб.
Динаміка чисельності населення поселення:

## Клімат
Середня річна температура становить 8,17 °C, середня максимальна – 20,34 °C, а середня мінімальна – -4,60 °C. Середня річна кількість опадів – 1515 мм.
| Клімат поселення                              | Клімат поселення | Клімат поселення | Клімат поселення | Клімат поселення | Клімат поселення | Клімат поселення | Клімат поселення | Клімат поселення | Клімат поселення | Клімат поселення | Клімат поселення | Клімат поселення | Клімат поселення |
| Показник                                      | Січ.             | Лют.             | Бер.             | Квіт.            | Трав.            | Черв.            | Лип.             | Серп.            | Вер.             | Жовт.            | Лист.            | Груд.            |                  |
| Середній максимум, °C                         | 5,51             | 5,62             | 7,62             | 11,53            | 16,27            | 20,01            | 20,34            | 20,31            | 16,15            | 11,94            | 7,08             | 4,65             |                  |
| Середня температура, °C                       | 0,46             | 0,59             | 2,60             | 6,48             | 11,23            | 14,96            | 17,23            | 17,18            | 13,04            | 8,84             | 3,97             | 1,53             |                  |
| Середній мінімум, °C                          | −4,6             | −4,47            | −2,45            | 1,45             | 6,18             | 9,92             | 14,12            | 14,07            | 9,92             | 5,72             | 0,86             | −1,59            |                  |
| Норма опадів, мм                              | 105              | 106              | 116              | 126              | 110              | 121              | 81               | 103              | 141              | 171              | 188              | 147              |                  |
| Середньомісячна швидкість вітру, м/с          | 3.84             | 3.92             | 3.89             | 3.56             | 3.26             | 3.07             | 2.96             | 3.03             | 3.30             | 3.67             | 4.10             | 4.20             |                  |
| Середньомісячна сонячна радіація, кДж/м²·день | 4400             | 7115             | 10400            | 14947            | 19127            | 20725            | 22526            | 19110            | 14021            | 9108             | 4781             | 3648             |                  |
| --------------------------------------------- | ---------------- | ---------------- | ---------------- | ---------------- | ---------------- | ---------------- | ---------------- | ---------------- | ---------------- | ---------------- | ---------------- | ---------------- | ---------------- |
| Джерело:                                      |                  |                  |                  |                  |                  |                  |                  |                  |                  |                  |                  |                  |                  |